# Sophie Amalie Lindenov
Sophie Amalie Lindenov, född 4 juli 1649, död 1688, var en dansk adelsdam, grundare av friherreskapet Lindenborg.
Hon var dotter till kung kung Kristian IV:s dotter, Elisabeth Augusta Christiansdatter, och Hans Lindenov (död 1659), samt gifte sig 1674 med Claus Daa til Krængerup, Vedtoftegaard och Daasborg. Hon lät 1678 mörda maken, och blev då en rik änka, och skall ha ägnat sig "blindt til sine Lidenskaber, Løsagtighed og Gjerrighed".
År 1681 fick hon sitt gods upphöjt till friherreskapet Lindenborg, som hon därmed grundade, och blev friherrinna på villkor att hon inte gifte om sig och gjorde Christian Gyldenløve till arvinge. Hon blev känd för sitt utsvävande liv.
År 1688 blev hon svårt sjuk och fick föras till Ålborg på ett lakan, för att smärtan var för stor för en vagn, och ledsagad av musikanter för att dölja skriken. På sin dödsbädd bekände hon mordet på maken. Lindenov blev en del av den lokala legendfloran i folkmun.